# Tramwaje w Jaworznie
Tramwaje w Jaworznie – niezrealizowany system komunikacji tramwajowej na terenie Jaworzna, mający objąć dwie linie tramwajowe. Plan ten został ujęty w zleconym do wykonania w 2010 r. Studium komunikacyjnym dla miasta Jaworzna, a jego realizacja miała nastąpić z udziałem środków pochodzący z Unii Europejskiej. Na potrzeby zasilania sieci trakcyjnej planowano powstanie elektrowni słonecznej. W kwietniu 2016 roku prezydent Jaworzna Paweł Silbert ogłosił, iż miasto wycofuje się z projektu budowy komunikacji tramwajowej.

## Koncepcja budowy
Pierwotnie planowana sieć tramwajowa miała składać się z jednej, dwutorowej linii o długości ok. 7,5 km, która miała połączyć Osiedle Skałka z Dąbrową Narodową przez Śródmieście, a na Osiedlu Leopold, między ul. Cegielnianą i 11 Listopada linia miała się rozwidlać i obiegać je z obu stron Al. Piłsudskiego i ul. Piekarską. Linię miało obsługiwać 8 dwukierunkowych tramwajów, które jechałyby z częstotliwością co 20 minut (co 10 minut na odcinku wspólnym), a zajezdnia miała powstać na terenie PKM Jaworzno.
Późniejszy projekt zakładał budowę dwóch linii tramwajowych o łącznej długości 12-14 km, z czego pierwsza miała łączyć Osiedla Skałka z dzielnicą Dąbrowa Narodowa, a druga ze Śródmieścia do Szczakowej przez Niedzieliska. Planowano też realizację linii do Mysłowic. Sieć ta miała być zintegrowana z komunikacją autobusową, a tramwaje miały być zasilane z elektrowni fotowoltaicznej, dzięki czemu miano uzyskać niższe koszty eksploatacji. Inwestycja ta miała kosztować 290-325 mln złotych i być dofinansowana przy współudziale funduszy unijnych. Z powodu specyfiki zabudowy Jaworzna i przewidywanej ingerencji w istniejącą zabudowę mieszkaniową i drogową, a także trudnej sytuacji budżetowej miasta, w 2016 odstąpiono od realizacji inwestycji. Zabezpieczone rezerwy terenu w studium uwarunkowań i kierunków zagospodarowania przestrzennego zostaną jednak utrzymane, co umożliwi ewentualną realizację budowy w przyszłości.

### Planowane linie
- Skałka - Śródmieście - Pechnik - Podłęże - Osiedle Stałe - Dąbrowa Narodowa
- Śródmieście - Gigant - Niedzieliska - Szczakowa